# 连接蛋白
连接蛋白（英語：connexin）。在脊椎动物，由连接蛋白组成的间隙连接通道（Gap Junction channel）介导相邻细胞之间离子、小分子营养物质交换及信号分子传播。哺乳动物发育早期已有多种连接蛋白表达，不同连接蛋白组成的间隙连接通道具有不同通透特征，相邻细胞利用间隙连接介导的细胞间通讯（GJIC, Gap Junction Intercellular Communication）或者不依赖间隙连接通道的途径传递发育信号，调节发育过程中的细胞增殖、迁移和分化。
连接蛋白是一个广泛表达于脊椎动物细胞的蛋白质家族。该家族成员组成的六聚体连接子（connexon）定位于细胞膜上，形成间隙连接通道或半通道（hemi-channel）介导细胞之间、细胞与细胞外基质之间的物质交换。基因组中编码连接蛋白蛋白家族的基因组成连接蛋白基因家族。在人类基因组中已发现21种连接蛋白基因，在小鼠基因组中有20种。这些连接蛋白按其序列相似程度及胞内环长度分为α、β或γ亚组。人类与小鼠连接蛋白基因根据序列同源性配成19对。连接蛋白基因的结构相对简单，只有两个外显子，一般来说编码区位于第二个外显子，5`-UTR被内含子分隔在两个外显子中，3`-UTR位于第二个外显子中。
连接蛋白与其他膜蛋白一样，在粗面内质网的核糖体上翻译，边翻译边被引导入内质网膜的蛋白孔道。在全部翻译完毕后插入内质网膜，在插入内质网膜的过程中连接蛋白获得四次跨膜结构。连接蛋白组装成的六聚体称为连接子（connexon），不同的连接子组装位置不同。如Cx32在内质网膜组装，而Cx43在高尔基体反面（TGN, trans-golgi network）组装。同种连接蛋白组装成同聚（homomeric）连接子，而不同连接蛋白组装成的为异聚（heteromeric）连接子。组装好的连接子由内质网膜经高尔基体或直接由高尔基体以微管依赖或微管非依赖的方式运送到细胞膜。插入到细胞膜的连接子在正常情况下关闭，在与相邻细胞膜的连接子接后才开放。但当有细胞膜去极化、细胞外低钙等情况时，连接子可开放成为半通道，介导细胞内外物质交换。相对连接蛋白的胞外环呈并指状相互交叉形成密闭的水相通道，由相同连接子对接而成的通道称为同型通道，否则称为异型通道。对接的间隙连接通道聚集成为间隙连接斑（gap junction plaque）。间隙连接斑的维持是动态的，新的通道不断移动到间隙连接斑的外缘，而间隙连接斑中心的通道则内化到一侧的细胞质内，由溶酶体或蛋白酶体途径降解。
间隙连接通道是细胞间小分子物质（分子量小于1000Da）转移的水相通道。通道在静息状态下是开放的，但在低Ph值、细胞内高钙、细胞间存在电压差、生长因子刺激及通道蛋白磷酸化等情况下通道会关闭。尽管各种连接蛋白构成的通道结构相同，但不同连接蛋白构成的通道通透性相差很大。连接蛋白的转录、翻译、修饰、组装、转运等过程的改变都会影响细胞间通讯的性质与数量。
在多细胞生物中，间隙连接通道广泛分布于各种细胞。哺乳动物每种器官可有多种连接蛋白表达。对连接蛋白基因突变所致疾病及动物模型的研究证明：间隙连接通道对于哺乳动物生理功能的维持有着重要作用，其作用可以概括为：①离子通道功能，如Cx26、Cx30参与内耳钾离子循环，Cx40参与心脏电传导。②营养物质转运功能：如Cx46、Cx50在无血管的晶状体转运营养物质，Cx26在小鼠胎盘的两层合体滋养层细胞之间转运营养物质。③细胞信号转导功能：如Ca、IP3等信号分子可以通过间隙连接；另外，连接蛋白可能通过与其他蛋白质相互作用而不依赖间隙连接通道参与信号转导。